# (36295) 2000 HV30
2000 HV30 (asteroide 36295) é um asteroide da cintura principal. Possui uma excentricidade de 0.24637460 e uma inclinação de 2.22351º.
Este asteroide foi descoberto no dia 28 de abril de 2000 por LINEAR em Socorro.